# Noelia Garella
Noelia Garella es una maestra de educación preescolar argentina (Córdoba 1986), reconocida por ser la primera maestra titular con síndrome de Down en Argentina.

## Biografía
Noelia Garella es hija del profesor jubilado Delfor Garella y de Mercedes Cabrera, se graduó en el año 2007 de maestra de preescolar en la ciudad de Córdoba, colaboró por cinco años como pasante y en el 2012 se oficializó en el cargo de profesora de preescolar en un jardín de infantes. Da clases de estimulación temprana a la lectura.
Garella también es conferenciante en temas de discriminación e inclusión, ha recibido premios y reconocimiento de varios países, y se ha presentado en diversos programas y entrevistas de televisión.